# Tmesisternus wallacei
Tmesisternus wallacei là một loài bọ cánh cứng trong họ Cerambycidae.